# Orlan (tuta spaziale)

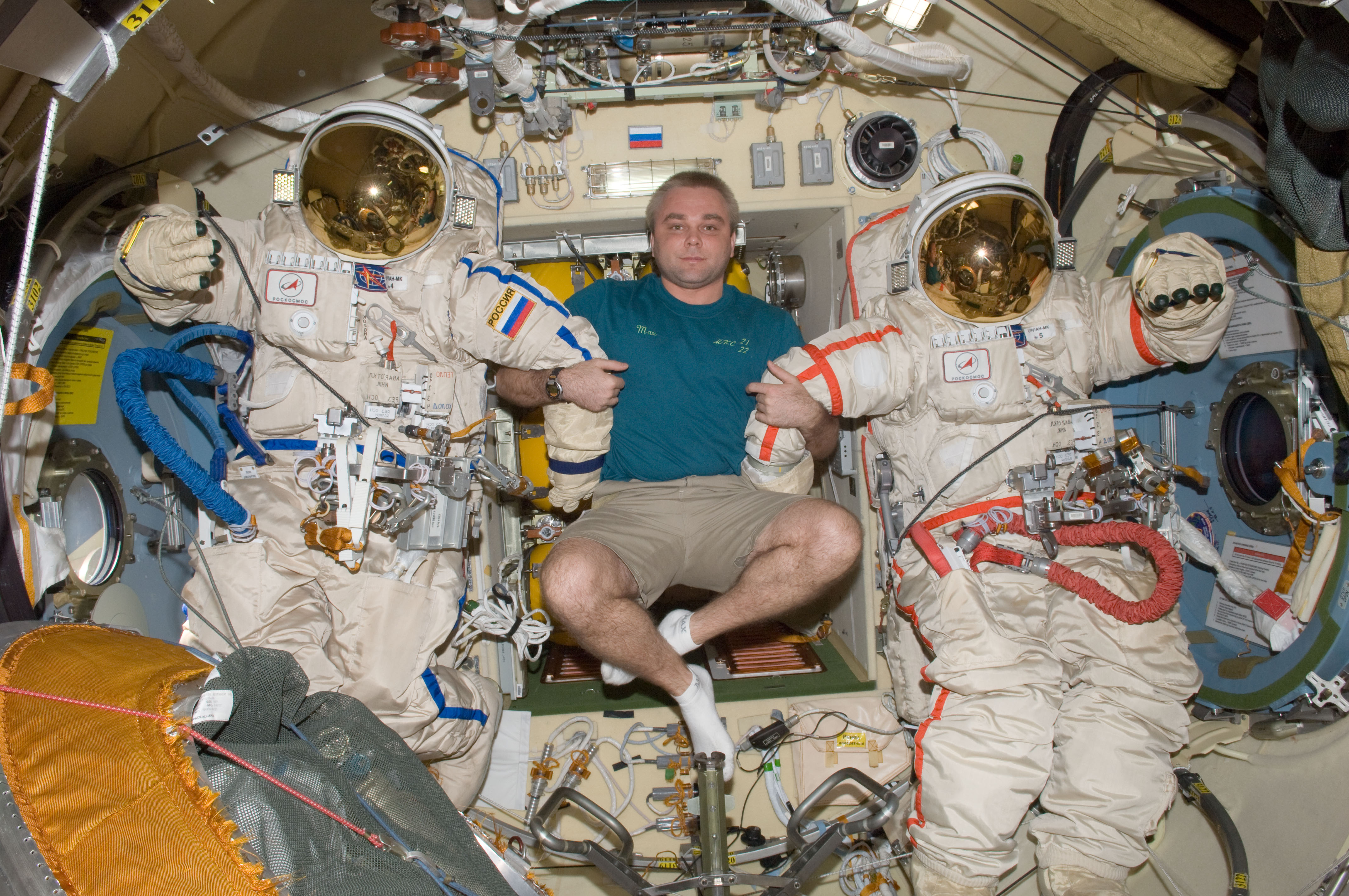
Il cosmonauta Maksim Surayev vicino a due modelli Orlan-MK

Orlan (dal russo Орлан, aquila di mare) è una serie di tute spaziali semirigide e in un unico pezzo progettate e costruite dalla NPP Zvezda. Sono state utilizzate per le attività extraveicolari (EVA) durante il programma spaziale sovietico e poi russo, dalla Cina e anche dalla NASA e dall'ESA.

## Origine
La prima passeggiata spaziale in cui fu usata la tuta Orlan avvenne il 20 dicembre 1977, durante la missione della Soyuz 26, sulla stazione spaziale sovietica Salyut 6. Yuri Romanenko e Georgi Grechko testarono la versione Orlan-D. La Orlan-DM fu usata per la prima volta il 2 agosto 1985 dai cosmonauti Vladimir Dzhanibekov e Viktor Savinykh sulla Salyut 7.

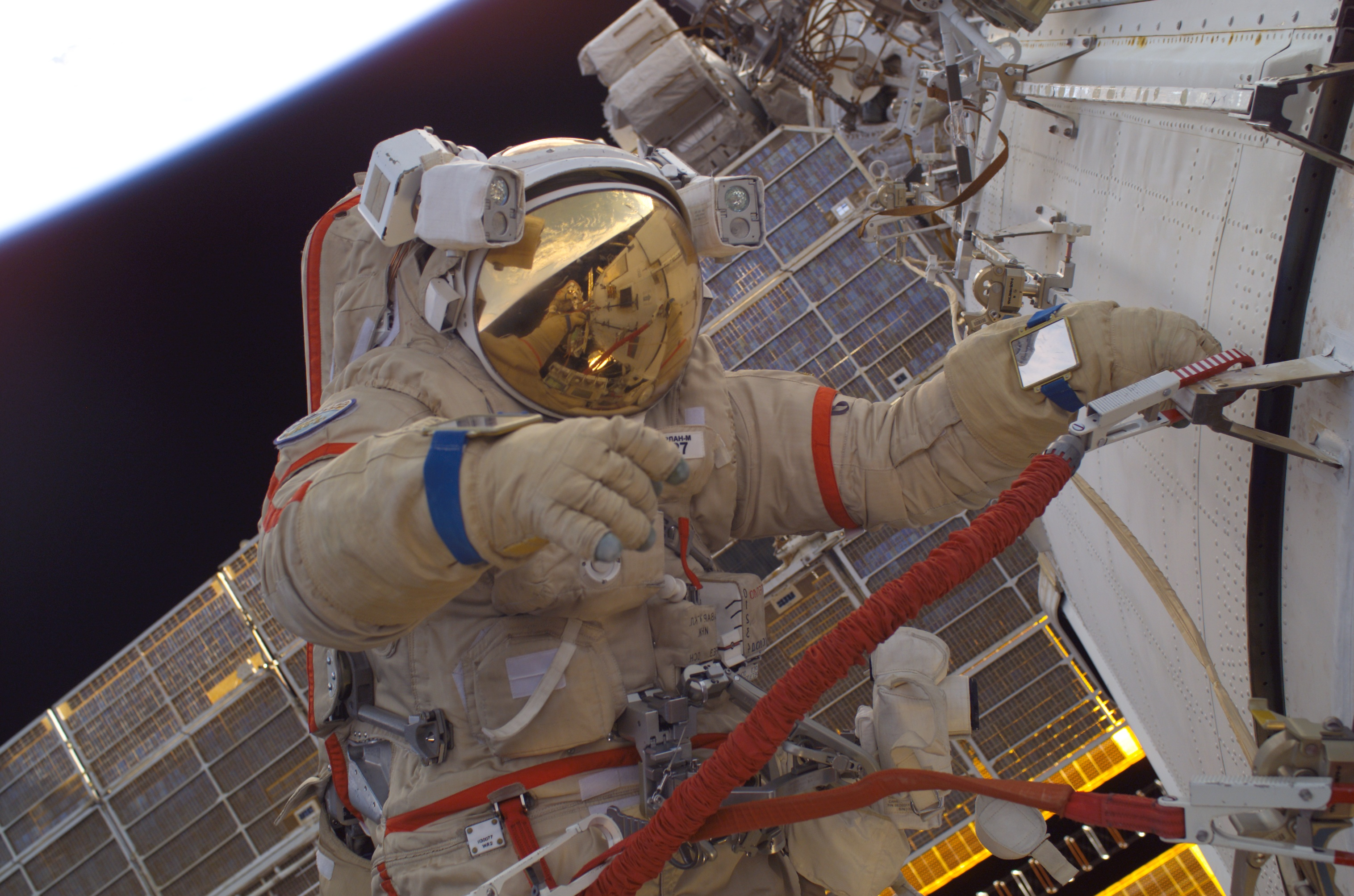
L'astronauta John Phillips impegnato in un'attività extraveicolare con indosso una tuta Orlan-M. Riflesso nella visiera del casco di Phillips, il cosmonauta Sergei Krikalev.

Le tute spaziali Orlan erano state usate per le attività extraveicolari sulle stazioni Salyut, ma a partire dalla Mir furono sostituite dalle tute Orlan-DMA e Orlan-M. La Orlan-DMA fu usata per la prima volta nel novembre 1988 dal cosmonauta Musa Manarov. Le Orlan-M restarono in servizio sulla Mir dal 1997 fino alla fine della vita operativa della stazione e sono tuttora utilizzate sulla ISS. Le tute Orlan sono state utilizzate da astronauti russi, americani, europei e cinesi. La Cina chiama le sue tute Orlan Haiying (海鹰, secondo la translitterazione letterale dal russo Орлан).
Il 3 febbraio 2006, una Orlan a fine vita con un trasmettitore radio al suo interno (battezzata SuitSat-1) venne lasciata in orbita dalla ISS nell'ambito di un esperimento russo.
Nel giugno 2009 fu provata l'ultima versione computerizzata, l'Orlan-MK, durante una passeggiata spaziale di 5 ore per l'installazione di nuovi equipaggiamenti sulla Stazione Spaziale Internazionale. Il miglioramento principale è stato l'introduzione dell'equipaggiamento di radio-telemetria con un mini-computer al suo interno in grado di acquisire dati da vari sensori all'interno della tuta e avvisare in caso di eventuali malfunzionamenti, fornendo un piano di contingenza su uno schermo LCD posto sulla parte destra della tuta.

## Versioni

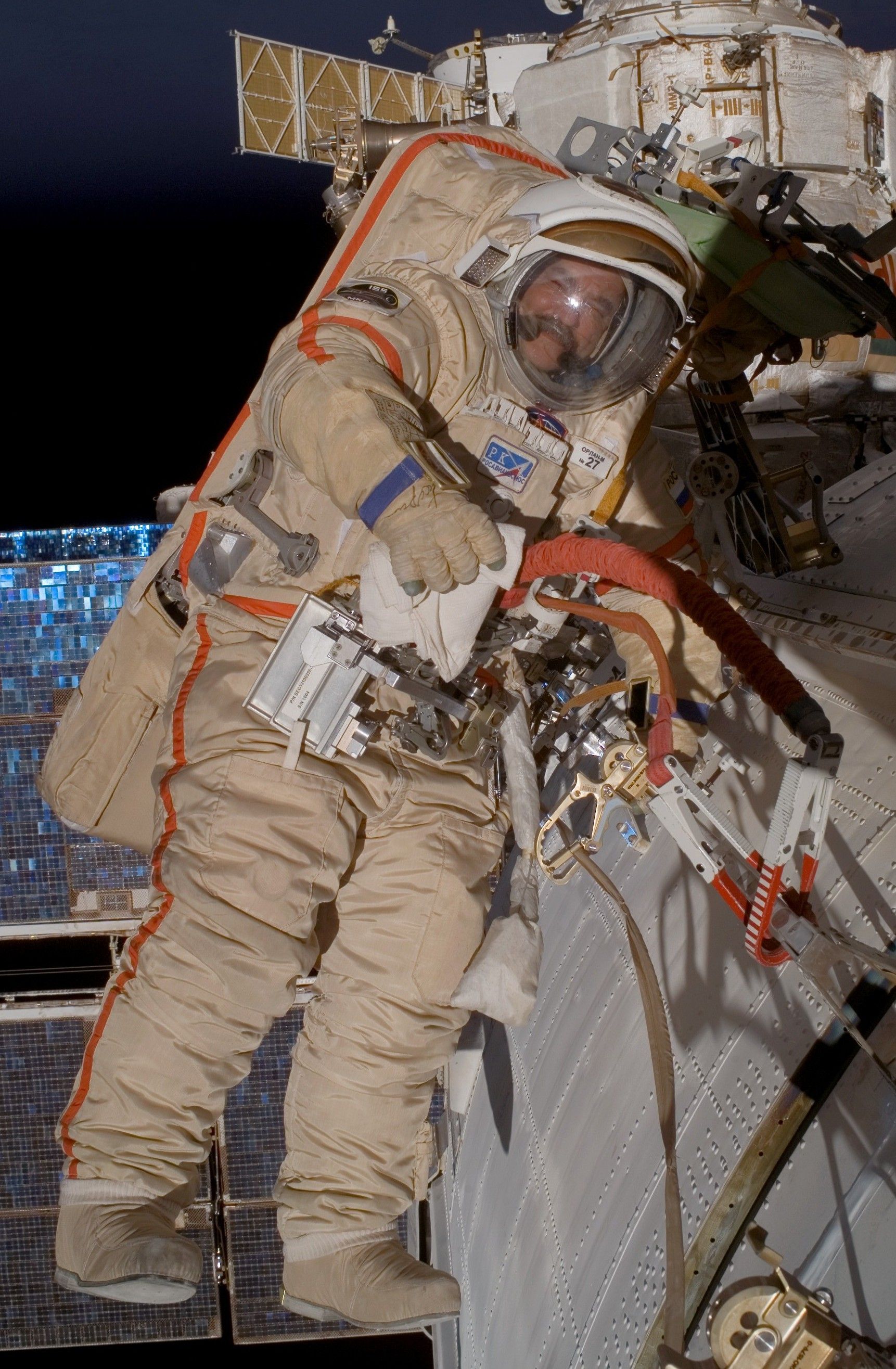
Orlan-M

La tuta spaziale Orlan è stata prodotta in vari modelli. Quelli certificati per l'uso spaziale comprendono i modelli Orlan-D, Orlan-DM, Orlan-DMA, e Orlan-M; l'Orlan-GN, l'Orlan-T, e l'Orlan-V sono usati per l'addestramento. L'ultimo modello,l'Orlan-MK, è stato testato nel giugno 2009. La tuta originale Orlan, con un tempo di operazioni di due ore e mezzo, fu progettata come tuta orbitale per il programma Soyuz, sebbene fosse poi stata scartata per un modello con una capacità operativa più estesa. La Orlan-D aveva un'operatività di 3 ore, mentre la Orlan-M raggiungeva le nove ore.
Le tute Orlan sono di tipo semi-rigido, con corpo e casco rigidi, ma con gli arti flessibili. È stata disegnata con un'entrata posteriore che consente la vestizione dell'astronauta in un tempo relativamente breve (circa cinque minuti). La prima tuta Orlan era collegata alla navetta spaziale da una sorta di cordone ombelicale che provvedeva all'alimentazione e ai collegamenti per le comunicazioni. Dalla Orlan-DM in poi, tutti i modelli sono stati progettati per essere autosufficienti.

## Dati tecnici
Per il modello Orlan-M
- Tempo di funzionamento: 7h
- Pressione interna: 392 hPa (270 hPa in emergenza)
- Ossigeno: 1 kg
- Acqua di raffreddamento: 3,6 kg
- Capacità di raffreddamento: 350 W
- Consumo: fino a 54 W
- Peso: 112 kg
- Vita operativa: 15 missioni o 4 anni

## Addestramento
Le tute da addestramento sono usate al Centro di addestramento per cosmonauti Jurij Gagarin nella Città delle Stelle a Mosca: La Orlan-GN è utilizzata per l'addestramento in piscina, la Orlan-T per addestrare l'astronauta all'utilizzo dell'airlock, e la Orlan-V per i voli di addestramento a bassa gravità.

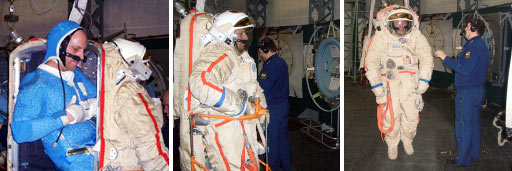
Clayton Anderson entra dall'ingresso posteriore in una tuta Orlan-M. (NASA)